# La Logeuse
La Logeuse (Хозяйка) est une nouvelle de l'écrivain russe Fiodor Dostoïevski parue en 1847 dans Les Annales de la Patrie, t. LIV – LV. Ce récit passionné, bien écrit quoique parfois incohérent, une des premières œuvres de Dostoïevski, a été plutôt mal reçu par la critique, notamment par Bielinski qui l' a éreinté .

## Les personnages
- Vassili Mikhaïlovitch Ordynov : le héros, 20-25 ans ;
- Catherine : la compagne de Mourine, 25-30 ans ;
- Mourine : marchand, vieillard ;
- Yaroslav Ilyitch : commissaire de police.

## Résumé

### Première partie
Vassili Mikhaïlovitch Ordynov est un jeune homme pauvre de Saint-Pétersbourg. Sa logeuse quittant la ville, il doit se mettre en quête d'un nouveau « coin ». Il sort en ville, ce qui n'est pas dans ses habitudes. En effet, depuis la fin de ses études, trois ans plus tôt, il vit reclus, ne côtoyant personne, consacrant son temps à la lecture, vivant d’un petit pécule, derniers restes de la fortune familiale. Il avait calculé qu’en ne dépensant que le strict minimum et en ne mangeant pas toujours à sa faim, il pouvait tenir quatre ans au maximum.
Sa recherche d’un nouveau logement l’emmène dans les faubourgs de Saint-Pétersbourg. Il entre dans une église où il est le témoin d’une scène, entre une jeune fille "d'une beauté merveilleuse" et un homme d’âge mur. Il suit le couple jusqu'à un petit immeuble. Le lendemain, il retourne dans l’église et se place à côté de la jeune fille lors de la messe. Le surlendemain, il frappe à la porte du couple, qui l’accepte comme sous-locataire. Il emménage immédiatement ses maigres effets personnels. Ordynov a à peine le temps de sympathiser avec Catherine qu’il est victime de fièvre et de délires. "Comme dans un rêve", il entre de force dans la chambre de Catherine et Mourine, ce dernier lui tire dessus et le rate.
Ordynov sort le lendemain et rencontre le commissaire de police Yaroslav Ilyitch sur qui Ordynov avait eu une année auparavant une grande influence en particulier sur ses lectures. Visiblement content de le retrouver, Yaroslav lui fait des confidences sur Mourine, sur son passé d’armateur, propriétaire d’une fabrique : celui-ci a tout perdu dans une suite de malheur ; il fait une tentative de meurtre sur un marchand et toujours selon Yaroslav, Mourine aurait une grande influence sur les gens : il aurait le don de prédiction. Yaroslav en profite également pour savoir ce qu’Ordynov pense de son hôte.
Le soir de retour, Catherine rejoint Ordynov sur sa couche.

### Deuxième partie
Catherine et Ordynov passent la nuit côte à côte, "en frère et sœur". Elle le considère comme son petit frère, tandis qu'Il boit ses paroles en amoureux transi mais ne peut que constater que Catherine ne sera jamais à lui : elle ne peut pas l’aimer, car elle appartient à Mourine.
Elle donne l’impression de vouloir se laver de ses péchés au contact d’Ordynov, qui est pur. Elle lui raconte la période où sa vie a basculé. Elle devait être à peine adolescente, chez elle avec sa mère malade. Lors d'un ouragan terrible, son père est allé attacher les barges le long du fleuve, le marchand Mourine vient voir sa mère qu’il a l’air de connaître et la remarque, elle, pour la première fois. Il lui offre des perles. Quelques jours plus tard, son père meurt dans un accident et elle fuit avec Mourine, qu'elle veut quitter pour Aliocha, un jeune homme qu’elle a rencontré, mais, sur la barque où elle est installée ainsi qu'Aliocha et Mourine un soir de mauvais temps, on comprend qu’elle a demandé à Mourine de sacrifier Aliocha pour sauver leurs deux vies.
Dans un récit exalté, Catherine s'accuse du meurtre de sa mère et se croit maudite. Ordynov partage intensément sa peine. "C'est une démente que Mourine, le magicien dispute à l'amour d'Ordynov. Où est le vrai, où est le faux ?" (Troyat).
La suite du récit est interrompue par Mourine : il invite à souper Ordynov et se moque de lui, car, malgré son grand âge, c’est avec lui que Catherine restera.
Le lendemain Mourine a repris les choses en main, il a invité Yaroslav et ordonne à Ordynov de quitter son logement. Il lui explique que Catherine est à moitié folle.

### Épilogue
Trois mois ont passé depuis le départ d’Ordynov ; il était tombé malade, avait guéri, et est toujours amoureux de Catherine. Un soir, il rencontre Yaroslav qui lui apprend que Mourine et Catherine sont partis.

## Éditions en français
- Fiodor Dostoïevski (trad. André Markowicz, préf. André Markowicz), Œuvres romanesques : 1846-1849, Arles, Actes Sud, coll. « Thesaurus », 2015 (1re éd. 2001), 990 p. (ISBN 978-2-330-04831-0), « La Logeuse »
- La Logeuse, traduit par André Markowicz, Actes Sud, Collection Babel, Arles, 1996,  (ISBN 2 7427 0267 9)
- L'Hôtesse, traduit par Gustave Aucouturier, Bibliothèque de la Pléiade, Édition Gallimard, Paris, 2006, 83 p.   (ISBN 2-07-010179-7) (1re édition 1969)